# Andracantha
Andracantha es un género de gusanos parásitos de la familia Polymorphidae.
Las especies de este género se encuentran en América del Norte.

## Especies
Se reconocen las siguientes:
- Andracantha baylisi (Zdzitowiecki, 1986)
- Andracantha clavata (Goss, 1941)
- Andracantha gravida (Alegret, 1941)
- Andracantha leucocarboi Presswell, García-Varela & Smales, 2017
- Andracantha mergi (Lundström, 1941)
- Andracantha phalacrocoracis (Yamaguti, 1939)
- Andracantha sigma Presswell, García-Varela & Smales, 2017
- Andracantha tandemtesticulata Monteiro, Amato & Amato, 2006
- Andracantha tunitae (Weiss, 1914)